# たかす開拓記念館
たかす開拓記念館（たかすかいたくきねんかん）は、岐阜県郡上市高鷲町にある博物館。

## 概要
- 郡上市博物館の一つである[1]。たかす町民センター[2][3][4]内に2016年（平成28年）4月開館[5]。
- 旧・高鷲村の歴史及び開拓に関する博物館である。高鷲村は明治時代の北海道、戦前の満州国、戦時中から戦後の高鷲村内での開拓（ひるがの高原など）など、開拓が関わっている村である。

## 主な展示内容
- 高鷲地域の歴史
- 北海道開拓

1901年（明治34年）に高鷲村民が北海道上名寄地区（現・上川郡下川町上名寄）に集団移住し開拓。戦後も高鷲村民がの再度の開拓を行っている。
当時の写真、証言、下川町との交流などを展示。
- 満州開拓

1940年（昭和15年）より琿春高鷲開拓団として高鷲村から満州国琿春に入植開始。約640人が入植したがソ連軍の侵攻による逃避行での飢えや病気により200人以上がなくなっている。
開拓の様子、高鷲村を含む郡上の各開拓団の概要などの展示。引揚げ当時の状況の体験者の証言映像。
- 高鷲の開拓

1940年（昭和15年）に蛭ヶ野で開拓が始まる。戦後、引揚者が中心となり蛭ヶ野、切立、上野で本格的な開拓が進められる。
開拓地風景のジオラマ、開拓当時の様子、三白産業（牛乳・雪・大根）などを展示。
- 高鷲の民具

## 利用案内
- 所在地：岐阜県郡上市高鷲町大鷲1244-8（たかす町民センター内）
- 開館時間：10:00 - 16:00
- 休館日：月曜日（月曜日が祝日の場合は翌日）、休日の翌日（当該日が土日休日の場合は開館）、年末年始（12月27日 - 1月4日）
- 入館料：無料

## 交通アクセス

### 公共交通機関
- 白鳥交通「湯の平温泉」バス停より徒歩約10分
  - 長良川鉄道美濃白鳥駅・白鳥高原駅・北濃駅より白鳥ひるがの線「ひるがのスキー場」行き